# 국제아마추어무선연맹

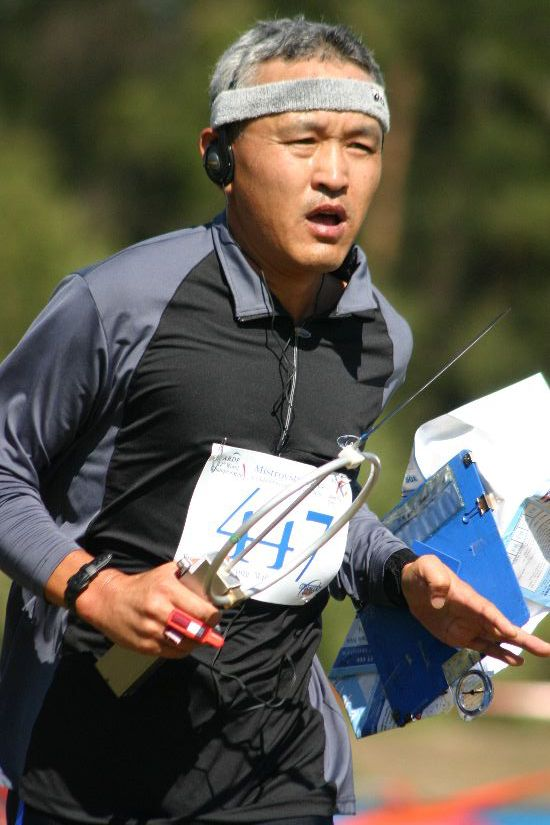

국제아마추어무선연맹(IARU: International Amateur Radio Union)은 전 세계 각국아마추어무선연맹을 회원으로 둔 국제기구이다. ITU에 아마추어무선에 대한 의사표시를 한다.
1924년 프랑스, 영국, 벨기에, 스위스, 이탈리아, 스페인, 룩셈부르크, 캐나다, 미국의 대표가 회의를 하여 IARU를 창설키로 했다. 1925년 프랑스 파리에 세워졌다. 첫 회의에는 23개국의 대표가 모였다. 1925년 4월 17일 IARU의 헌법이 제정되어 18일에 비준되었다. 2009년 2월 현재 162개국이 가입해 있다.

## 운영국과 WAC Award
IARU은 미국 코네티컷주 뉴잉턴에 위치한 본부에 햄 무선국을 운영하고 있다. 호출부호는 NU1AW이다.
미국 FCC 규정에 따르면, "1"은 뉴잉글랜드 지역을 의미한다. prefix인 "NU"는 1928년 이전에는 햄들이 자신의 호출부호를 스스로 만들었는데, 그당시 NU는 비공식적으로 "North America--USA"를 의미했다. suffix인 "AW"는 호출부호 W1AW인 ARRL과 연결된 호출부호라는 의미이다. NU1AW은 콘테스트를 할 때 자주 활동한다.
여러해 동안 IARU는 Worked All Continents 어워드를 발행하고 있다. 6개 대륙의 햄들과 교신에 성공한 햄이 신청하면 어워드를 발행해 준다.

## 같이 보기
- 한국아마추어무선연맹
- 미국아마추어무선연맹